# اچ‌ام‌ای‌اس آرمیدال (ای‌سی‌پی‌بی ۸۳)
اچ‌ام‌ای‌اس آرمیدال (ای‌سی‌پی‌بی ۸۳) (به انگلیسی: HMAS Armidale (ACPB 83)) یک کشتی است که طول آن ۵۶٫۸ متر (۱۸۶ فوت) می‌باشد. این کشتی در سال ۲۰۰۵ ساخته شد.